# Stanisław Grabowski (poeta)
Stanisław Grabowski (ur. 17 maja 1946 w Nowym Mieście Lubawskim, zm. 30 września 2020 w Warszawie) – pisarz, autor książek dla dzieci, dokumentalista i recenzent.

## Wykształcenie
W 1964 r. zdał maturę w XVI Liceum Ogólnokształcącym w Nowym Mieście Lubawskim. Absolwent Uniwersytetu Warszawskiego i 2-letniego Podyplomowego Studium Dziennikarstwa i Edytorstwa UW, kierunek: edytorstwo.

## Pierwsze publikacje
W 1962 r. opublikował swój pierwszy wiersz w „Tygodniku Morskim”. W latach 1962–1969 jego utwory literackie drukowały m.in. „Głos Olsztyński”, „Zielony Sztandar”, i „Współczesność”.
W latach 1966–1968 należał do Klubu Literackiego w Olsztynie, w towarzystwie m.in. Stefana Połoma, J.Jacka Rojka, J. Sokołowskiego, E. Kruka i innych.
Od 1970 roku współpraca z prasą dziecięcą (wiersze i opowiadania), w latach 1976–1981 współpraca z „Nowymi Książkami”, jako recenzent głównie literatury dla dzieci i młodzieży.

## Działalność dziennikarska
W latach 1980–1994 pracował jako dziennikarz telewizyjny, reżyser-dokumentalista i scenarzysta. Jest autorem ok. stu filmów dokumentalnych i programów telewizyjnych dotyczących głównie kultury i historii.
Otrzymał za swoją pracę liczne wyróżnienia i nagrody, w tym Srebrny Krzyż Zasługi.

## Dalsza kariera pisarska
Jego debiutem książkowym był opublikowany w 1980 r. w „Naszej Księgarni” tom „Mama, tata, brat i ja” (wiersze dla dzieci). To samo wydawnictwo wydało również jego kolejne książki poetyckie i prozatorskie dla dzieci.
Współpracował z wydawnictwem „Nasza Księgarnia” jako recenzent wewnętrzny. Obecny był w 17 podręcznikach szkolnych (czytanki, wypisy), tłumaczony na języki obce, zapraszany na polskie i zagraniczne imprezy i sympozja poświęcone literaturze dla dzieci, juror wielu konkursów literackich.
Wydał ok. 40 książek prozatorskich i poetyckich, laureat konkursów dramaturgicznych, znawca życia i twórczości ks. Jana Twardowskiego (pisał o nim książki i artykuły).
- Od 1999 r. związany z Ludową Spółdzielnią Wydawniczą, w latach 2006–2010 prezes i redaktor naczelny tego wydawnictwa.
- W latach 2003–2006 założyciel i redaktor naczelny kwartalnika „Poezja i Dziecko”.
- W latach 2015–2019 założyciel i redaktor naczelny kwartalnika „Las Kabacki” (periodyku literacko-ekologicznego udostępniającego swoje łamy m.in. młodym twórcom).

Obecny w wielu antologiach.

## Śmierć

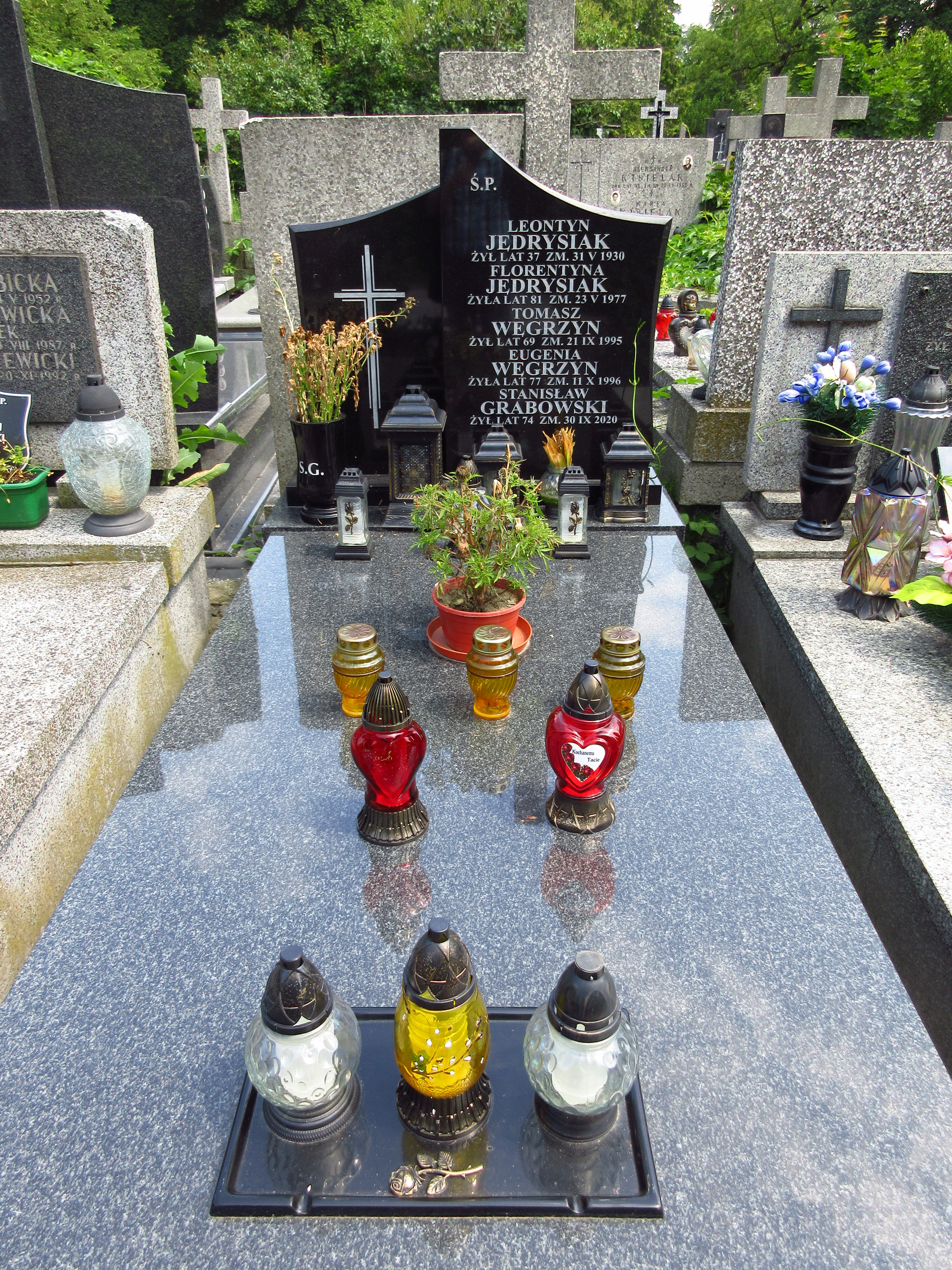
Grób Stanisława Grabowskiego na Cmentarzu Bródnowskim.

Zmarł po ciężkiej chorobie sercowej. Pozostawił żonę, dwoje dzieci i dwoje wnuków. Urna z prochami Stanisława Grabowskiego została złożona 8 października 2020 w grobie rodzinnym na cmentarzu Bródnowskim w Warszawie (kwatera 81 E – 4 – 11).

## Twórczość

### Utwory własne
1980
- Stanisław Grabowski, Mama, tata, brat i ja, „Nasza Księgarnia”, Warszawa 1980, ISBN 83-1007-510-3. (poezja dziecięca)
- Stanisław Grabowski, Wariant człowieka, seria: „Oficyna Obecnych”, nakł. Łomżyńskiego Klubu Literackiego, Warszawa 1980. (aforyzmy, fraszki)

1982
- Stanisław Grabowski, O lwach, lokomotywie i małpce, wyd. 1, „Nasza Księgarnia”, Warszawa 1982, 83-1007-985-0; wyd. 2, „Nasza Księgarnia”, Warszawa 1989, ISBN 83-1009-006-4. (baśnie dla dzieci)

1985
- Stanisław Grabowski, Kiedy wyspą jest poduszka, „Nasza Księgarnia”, Warszawa 1985, ISBN 83-1008-781-0. (wiersze dla dzieci)
- Stanisław Grabowski, Opowieści starego parowca, Krajowa Agencja Wydawnicza, Rzeszów 1985, ISBN 83-0300-755-6. (opowiadania dla dzieci)
- Stanisław Grabowski, Hej, słoneczko, wyd. 1, „Nasza Księgarnia”, Warszawa 1985; wyd. 2, „Nasza Księgarnia”, Warszawa 1987, ISBN 83-1008-652-0. (wiersze dla dzieci)

1986
- Stanisław Grabowski, O lvech, lokomotivě a opičce, przeł. Lenka Šálová (tyt. oryg. O lwach, lokomotywie i małpce, 1982), „Nasza Księgarnia”, Warszawa 1986, ISBN 83-1009-006-4.

1989
- Stanisław Grabowski, Papierowy okręcik, wyd. 1, 1984; wyd. 2, „Nasza Księgarnia”, Warszawa 1989, ISBN 83-1009-456-6. (wiersze dzieci)

1993
- Stanisław Grabowski, Krojanty, Dział Wydawniczy COM DWP Centralnego Ośrodka Metodycznego Domu Wojska Polskiego, Warszawa 1993, ISBN 83-8538-905-9. (wiersze)
- Stanisław Grabowski, Nie ma herosów, [b.m.], [b.w.], 1993. (wiersze)

1994
- Stanisław Grabowski, Noc Hektora, Ars Print Production, Warszawa 1994, ISBN 83-9020-521-1. (powieść)
- Stanisław Grabowski, Napój niebieski, Wyd. „Jaskółka”, Warszawa 1994, ISBN 83-9030-016-8. (wiersze)
- Stanisław Grabowski, Krojanty 1939, seria: „Bitwy Polskie”, Wyd. „Bellona”, Warszawa 1994, ISBN 83-1108-317-7.
- Stanisław Grabowski, Wigilijny kuferek (Bajka o Bardzo Wysokiej Górze, Bajka o królewskich włosach, Bajka o malarzu, który się zakochał, Bajka o czarodzieju, piegach i durszlaku, Bajka o patelni na dwadzieścia jeden naleśników, Bajka o bajkowej krainie), Wyd. „Jaskółka”, Warszawa 1994, ISBN 83-9030-010-9. (opowiadania dla dzieci)
- Stanisław Grabowski, Tej szarży śpiew, Klub POW Pomorskiego Okręgu Wojskowego, Bydgoszcz 1994. (wiersze)

1995
- Stanisław Grabowski, Na straży Pomorza 1919–1939. 18 Pułk Ułanów Pomorskich, Wyd. „Jaskółka”, Warszawa 1995, ISBN 83-9030-012-5. (monografia)
- Stanisław Grabowski, Z dziejów Kurzętnika i okolic, Wyd. „Jaskółka”, Warszawa 1995, ISBN 83-9030-014-1; wydanie 2 zm. Ludowa Spółdzielnia Wydawnicza, Warszawa 2008, ISBN 978-83-2054-710-8. (monografia gminy Kurzętnik)
- Stanisław Grabowski, Czas jest pierwotny, Wyd. „Jaskółka”, Warszawa 1995, ISBN 83-9030-015-X. (wiersze)

1996
- Stanisław Grabowski, Tracki dąb, Wyd. „Jaskółka”, Warszawa 1996, ISBN 83-9030-018-4. (wiersze)
- Stanisław Grabowski, Usprawiedliwienie, Wyd. „Jaskółka”, Warszawa 1996, ISBN 83-9030-017-6. (wiersze)

1997
- Stanisław Grabowski, Opowiadania nowomiejskie, Wyd. „Jaskółka”, Warszawa 1997, ISBN 83-9078-512-9.
- Stanisław Grabowski, Bielenie drzew, Wyd. „Jaskółka”, Warszawa 1997, ISBN 83-9030-019-2. (wiersze)
- Stanisław Grabowski, Nie wiem gdzie jest Europa, Wyd. „Jaskółka”, Warszawa 1997, ISBN 83-9078-513-7. (wiersze)
- Stanisław Grabowski, Tlen. Eerotyki, Wyd. „Jaskółka”, Warszawa 1997, ISBN 83-9078-517-X. (wiersze)
- Stanisław Grabowski, Lato to ordery maków. Wiersze dla Patrycji, Wyd. „Jaskółka”, Warszawa 1997, ISBN 83-9078-514-5. (wiersze dla dzieci)
- Stanisław Grabowski, Keep smiling, Wyd. „Jaskółka”, Warszawa 1997, ISBN 83-9078-511-0. (wiersze)
- Stanisław Grabowski, Ulica Okólna. Wiersze Stanisława Grabowskiego o Nowym Mieście Lubawskim, wybór, układ i posłowie Agnieszki Lamparskiej, Wyd. „Jaskółka”, Warszawa 1997, ISBN 83-9078-510-2.

1998
- Stanisław Grabowski, Białe kamienie, Wyd. „Jaskółka”, Warszawa 1998, ISBN 83-8763-701-7. (wiersze)

1999
- Stanisław Grabowski, Kadet i mgła, Urząd Gminy Warszawa-Ursynów, Warszawa 1999, ISBN 83-8763-700-9; Oficyna Wydawnicza Aspra-JR, Warszawa 2018, ISBN 978-83-7545-791-9. (powieść przygodowa dla dzieci)
- Stanisław Grabowski, Ksiądz Jan Twardowski. Szkic o poecie, Ludowa Spółdzielnia Wydawnicza, Warszawa 1999, ISBN 83-2054-563-3.

2000
- Stanisław Grabowski, Awaryjne otwieranie blizn, [b.w.], Warszawa 2000. (wiersze)

2001
- Stanisław Grabowski, Na przyszły pożytek. Z dziejów polskiej prasy dla dzieci 1824–1939, Wyższa Szkoła Humanistyczna, Pułtusk 2001, ISBN 83-8806-785-0. (zarys pracy doktorskiej)

2002
- Stanisław Grabowski, Wierszyki na cały rok, Oficyna Wydawnicza „Aspra-Jr”, Warszawa 2002, ISBN 83-8876-620-1. (wiersze dla dzieci)
- Stanisław Grabowski, Lew z miejskiego herbu. Opowiadania z przeszłości, Oficyna Wydawnicza „Aspra-Jr”, Warszawa 2002, ISBN 83-8876-628-7. (zbiór opowiadań dla młodzieży)

2004
- Stanisław Grabowski, Jan Twardowski. Kalendarium życia i twórczości 1915–2002, Warszawski Dom Handlowo-Wydawniczy, Warszawa 2004, ISBN 83-9207-541-2.

2005
- Stanisław Grabowski, Idę po dnie rzeki. Poezje wybrane, posłowie Marian Gancarczyk, Wydawnictwo Domino, Warszawa 2005, ISBN 83-9233-011-0. (wiersze)

2006
- Stanisław Grabowski, Pod Gajosa. Pięć sztuk telewizyjnych w poszukiwaniu aktora: Autobus (sztuka telewizyjna), Lornetka (dramat telewizyjny), Niech żyje bal! (dwuznaczna komedia telewizyjna), Pokój miłości (kameralny dramat telewizyjny), Tango po północy (prawie kryminał telewizyjny), Wydawnictwo Domino, Warszawa 2006, ISBN 83-9233-012-9.

2006
- Stanisław Grabowski, Jan Twardowski. Kalendarium życia i twórczości 1915–2006, wyd. 2 zm., Ludowa Spółdzielnia Wydawnicza, Warszawa 2006, ISBN 83-2054-661-3.

2007
- Stanisław Grabowski, Dzień wagarowicza, Ludowa Spółdzielnia Wydawnicza, Warszawa 2007, ISBN 978-83-2054-654-5. (powieść dla młodzieży)

2008
- Stanisław Grabowski, Stare historie, Ludowa Spółdzielnia Wydawnicza, Warszawa 2008, ISBN 978-83-2054-803-7. (zbiór opowiadań)

2010
- Stanisław Grabowski, W cieniu bratiańskiego zamku. Z dziejów Gminy Nowe Miasto Lubawskie, Wydawnictwo Pati, Warszawa 2010, ISBN 978-83-9290-119-8. (monografia gminy Nowe Miasto Lubawskie).
- Stanisław Grabowski, Kurtka z niebieskiego deszczu. Wiersze dla Stasia z czasopism dla dzieci i innych, Wydawnictwo Pati, Warszawa 2010, ISBN 978-83-9290-113-6. (wiersze dla dzieci)

2011
- Stanisław Grabowski, Jeszcze sen. Notatki do jesiennych rekolekcji, Wydawnictwo Pati, Warszawa 2011, ISBN 978-83-9311-384-2. (wiersze)

2012
- Stanisław Grabowski, Magister Sancho Pansa, Wydawnictwo Pati, Warszawa 2012, ISBN 978-83-9311-389-7. (wiersze)

2013
- Stanisław Grabowski, Poeta na Ursynowie. Rzecz o Tadeuszu Nowaku, Oficyna Wydawnicza Aspra-JR, Warszawa 2013, ISBN 978-83-7545-462-8. (monografia)

2015
- Stanisław Grabowski, Świat podparty gęsim piórem. O życiopisaniu Karoliny Kusek, Oficyna Wydawnicza Aspra-JR, Warszawa 2015, ISBN 978-83-7545-625-7.

2016
- Stanisław Grabowski, Łyżka, Wydawnictwo Pati, Warszawa 2016, ISBN 978-83-9370-042-4. (wiersze)

2018
- Stanisław Grabowski, Kartkówka. Opowiadania i wspomnienia, Wydawnictwo Pati, Warszawa 2018, ISBN 978-83-9370-049-3. (zbiór opowiadań dla młodzieży)
- Stanisław Grabowski, Śnieg w Aleppo, Wydawnictwo Książkowe IBiS, Warszawa 2018, ISBN 978-83-7358-195-1. (wiersze)

### Opracowania
1995
- Wrzesień heroiczny. Antologia poezji o polskiej wojnie 1939, [wybór i oprac. Stanisław Grabowski], Wydawnictwo Bellona, Warszawa 1995, ISBN 83-1108-403-3.

1999
- Anioł z Bojany. Wiersze o Bułgarii. Antologia, [wstęp, wybór, oprac. i noty Stanisław Grabowski], Oficyna Wydawnicza Aspra-JR, Warszawa 1999, ISBN 83-9089-374-6.

2000
- Jan Twardowski, Zeszyt Mamusi, [oprac., posłowie, nota biogr., noty o wierszach Stanisław Grabowski], Ludowa Spółdzielnia Wydawnicza, Warszawa 2000, ISBN 83-2054-569-2.
- Jan Twardowski, Stare fotografie, [oprac., wstęp, nota biogr. Stanisław Grabowski], Ludowa Spółdzielnia Wydawnicza, Warszawa 2000, ISBN 83-2054-570-6.
- Jan Twardowski, Biedna logiczna głowa, [oprac., nota biogr. Stanisław Grabowski], Ludowa Spółdzielnia Wydawnicza, Warszawa 2000, ISBN 83-2054-576-5.

2001
- Jan Twardowski, Prośba o uśmiech, [oprac., nota biogr. Stanisław Grabowski], Ludowa Spółdzielnia Wydawnicza, Warszawa 2001, ISBN 83-2054-575-7.
- Jan Twardowski, Jakby Go nie było, [oprac., wstęp, nota biogr. Stanisław Grabowski], Ludowa Spółdzielnia Wydawnicza, Warszawa 2001, ISBN 83-2054-583-8.

2002
- Jan Twardowski, Wiersze zebrane 1932–2002, [red. i nota biograficzna Stanisław Grabowski], Ludowa Spółdzielnia Wydawnicza, Warszawa 2002, ISBN 83-2054-673-7.
- Jan Twardowski, Jan Twardowski dzieciom, [wybór i oprac. Stanisław Grabowski], Ludowa Spółdzielnia Wydawnicza, Warszawa 2002, ISBN 83-2054-689-3.

2013
- Stanisław Rogala, Trzy poematy, [red. i posłowie Stanisław Grabowski], Wydawnictwo Pati, Warszawa 2013, ISBN 978-83-9370-041-7.
- Karolina Kusek, Tajemniczy cień. Baśń sceniczna w trzech aktach, [red. Stanisław Grabowski, Ewa Żak], Wydawnictwo Pati, Warszawa 2013, ISBN 978-83-937004-9-3.

2014
- Aleksandra Piguła, Skrzydła, [wstęp Stanisław Grabowski], nakład autora, Mielec 2014, ISBN 978-83-9355-002-9.

2016
- Stanisława Gujska, Hej! Jedziemy, [red. Stanisław Grabowski], Wydawnictwo Pati, Warszawa 2016, ISBN 978-83-937004-3-1.
- Karolina Kusek, Dzieci Marsa/Marszeitkinder/Deti Marsa [przekł.: Wolfgang Jöhling (niemiecki), Tatiana Stepnowska (rosyjski); posłowie: Dariusz Lebioda, Stanisław Grabowski], TiS-art Tradycja i Sztuka, Warszawa 2016, ISBN 978-83-9352-992-6. (tekst równoległy w języku polskim, niemieckim, rosyjskim)
- Z dziejów oświaty na Targówku, [opracowanie i red. Stanisław Grabowski], Urząd Dzielnicy Targówek m.st. Warszawy, Warszawa 2016, ISBN 978-83-944072-2-3.

2017
- Jarosław Zieliński, Miejsca nieznane, [red. Stanisław Grabowski], Oficyna Wydawnicza Aspra-JR, Warszawa 2017, ISBN 978-83-7545-748-3.
- Jestem głosem waszego świata. Recenzje i szkice o twórczości Jarosława Zielińskiego, [Stanisław Grabowski: s. 39–99], Oficyna Wydawnicza Aspra-JR, Warszawa 2017, ISBN 978-83-7545-775-9.